# Bohaiornis guoi
Bohaiornis guoi (Бохайорніс) — вимерлий вид птахів підкласу Енанціорнісові (Enantiornithes). Він мешкав у ранній крейді, близько 124 мільйонів років тому. Описаний зі скам'янілості, що знайдена у пластах формації Їсянь на заході провінції Ляонін, Китай. Описаний у 2011 році групою китайських дослідників у складі Донг Ху, Лі Лі, Лінхай Хоу і Сінь Ксу.
Голотип складається з повного, добре збереженого кістяка. Він схожий на Eoenantiornis, але набагато більший за розміром.

## Етимологія
Родова назва Bohaiornis  означає «птах з Бохайського моря» (Бохайська затока — затока Жовтого моря, неподалік місця знахідки скам'янілостей). Вид guoi названий вчесть Го Чена, який зібрав зразки голотипа.